# Candida fermenticarens
Candida fermenticarens är en svampart som beskrevs av Van der Walt 1978. Candida fermenticarens ingår i släktet Candida, ordningen Saccharomycetales, klassen Saccharomycetes, divisionen sporsäcksvampar och riket svampar.   Inga underarter finns listade i Catalogue of Life.